# Biosteres wesmaelii
Biosteres wesmaelii är en stekelart som först beskrevs av Alexander Henry Haliday 1837.  Biosteres wesmaelii ingår i släktet Biosteres och familjen bracksteklar. Arten är reproducerande i Sverige. Inga underarter finns listade.